# (2167) Erin
(2167) Erin (provisorische Bezeichnung 1971 LA) ist ein Asteroid des Hauptgürtels, der am 1. Juni 1971 am Perth-Observatorium in Bickley, Western Australia (IAU-Code 319) entdeckt wurde.

## Benennung
(2167) Erin wurde nach der Tochter von George Punko, einem Mitarbeiter am Perth-Observatorium, benannt.